# Équipe cycliste Relax-GAM
Pour les articles homonymes, voir GAM.
L'équipe cycliste Relax-Gam est une ancienne formation espagnole de cyclisme professionnel sur route. Elle appartenait aux équipes « continentales Pro » (Europe) et participait donc principalement aux épreuves des circuits continentaux, tout en pouvant profiter d’invitations sur des courses du ProTour.

## Histoire de l'équipe
L'équipe Relax est issue des équipes "Estepona en marcha - Cafés Brepac" (1998) et "Fuenlabrada" (1999). Relax s'engage dans le cyclisme en 2000 comme sponsor principal. Les co-sponsors varient suivant les saisons.
Relax se fait remarquer fin 2006 en embauchant pour 2007 Francisco Mancebo, Óscar Sevilla, Jesús Hernández Blázquez et Ángel Vicioso, quatre espagnols impliqués dans l'affaire Puerto. Malgré une bonne saison 2007, les sponsors décident de ne pas reconduire l'équipe pour 2008.

## Saison 2007

### Effectif
| Cycliste                 | Date de naissance | Nationalité | Équipe 2006          |
| ------------------------ | ----------------- | ----------- | -------------------- |
| Nácor Burgos             | 09.04.1977        | Espagne     |                      |
| Mario de Sárraga         | 22.08.1980        | Espagne     |                      |
| José Miguel Elías        | 15.01.1977        | Espagne     |                      |
| Óscar García-Casarrubios | 07.06.1984        | Espagne     |                      |
| Raúl García de Mateos    | 25.07.1982        | Espagne     |                      |
| Jorge García Marín       | 23.04.1980        | Espagne     |                      |
| Jesús Hernández Blázquez | 28.09.1981        | Espagne     |                      |
| Jan Hruška               | 02.02.1975        | Tchéquie    | 3 Molinos Resort     |
| Denis Kudashev           | 04.06.1981        | Russie      |                      |
| Francisco Mancebo        | 09.03.1976        | Espagne     | Ag2r Prévoyance      |
| Daniel Moreno            | 05.09.1981        | Espagne     |                      |
| Jorge Pérez              | 17.06.1983        | Espagne     | Néo-pro              |
| Santiago Pérez           | 05.08.1977        | Espagne     | Suspendu             |
| Julián Sánchez           | 26.02.1980        | Espagne     | Comunidad Valenciana |
| Óscar Sevilla            | 29.09.1976        | Espagne     | T-Mobile             |
| Joaquín Sobrino          | 22.06.1982        | Espagne     | Néo-pro              |
| Francisco Terciado       | 25.03.1981        | Espagne     |                      |
| Ángel Vallejo            | 01.04.1981        | Espagne     | Néo-pro              |
| Ángel Vicioso            | 13.04.1977        | Espagne     | Astana - Würth       |

### Victoires
| Date       | Course                                       | Pays      | Classe | Vainqueur     |
| ---------- | -------------------------------------------- | --------- | ------ | ------------- |
| 11/04/2007 | 3e étape du Tour du Pays basque              | Espagne   | PT     | Ángel Vicioso |
| 03/05/2007 | 1re étape du Tour des Asturies               | Espagne   | 2.1    | Ángel Vicioso |
| 24/05/2007 | 4e étape du Tour de Catalogne                | Espagne   | PT     | Óscar Sevilla |
| 22/06/2007 | 2e étape de la Route du Sud                  | France    | 2.1    | Óscar Sevilla |
| 24/06/2007 | Classement général de la Route du Sud        | France    | 2.1    | Óscar Sevilla |
| 28/06/2007 | 5e étape du Tour de San Luis                 | Argentine | 2.2    | Daniel Moreno |
| 18/07/2007 | 1re étape du Tour de la communauté de Madrid | Espagne   | 2.2    | Ángel Vicioso |
| 20/07/2007 | 3e étape du Tour de la communauté de Madrid  | Espagne   | 2.2    | Ángel Vicioso |